# Покрытое тайной: Так что же мы знаем?!
«Покрытое тайной: Так что же мы знаем?!», также встречается как «Что мы знаем!? Вниз по Кроличьей Норе» (англ. What the Bleep Do We Know!?, также What tHē #$*! D̄ө ωΣ (k)πow!? или What the #$*! Do We Know!?) — паранаучный фильм 2004 года, который объединяет интервью в документальном стиле, компьютерную графику и рассказывает о связи квантовой физики и человеческого сознания. Фильм повествует о женщине-фотографе, которая по ходу повествования переживает экзистенциальный кризис и, проходя через различные эмоциональные переживания, приходит к выводу, что индивидуальное или групповое сознание может влиять на материальный мир. Версия 2004 года была существенно дополнена, переработана и представлена на DVD в 2006 году.

## В ролях
- Мэтлин, Марли — Аманда
- Хендрикс, Элейн — Дженифер

## Реакции и критика

### Реакция «Нью-эйджеров»
Данный фильм рассматривался как некий ответ культуры Нью-эйджа на фильм «Страсти Христовы» Мела Гибсона. Фильм был благосклонно принят, так как подтверждал основные постулаты Нью Эйдж о первичности сознания.

### Критика со стороны научного сообщества
Само по себе утверждение о том, что в основе сознания могут лежать квантово-механические эффекты не является псевдонаучным. Утверждение известно как гипотеза о квантовой природе сознания, и хотя не имеет на данный момент каких-либо подтверждений, может рассматриваться как одно из направлений для исследований академической науки.
Вместе с этим, научный мир оценил большинство фактических посылок данного фильма как лженаучные, и не имеющих под собой достаточных оснований. Американский доктор наук, физик-теоретик Лиза Рэндалл оценила фильм как «Проклятие для ученых». Среди посылок фильма, входящих в противоречие с принятыми в научной среде концепциями можно перечислить: влияние сознания на молекулы воды ("теория" Масару Эмото, описанная в фильме «Великая тайна воды»), утверждение о влиянии занятиями медитацией на уровень преступности в районе, а также утверждение будто квантовая физика постулирует сознание как основу всего сущего.
Девид Альберт, профессор философии, который появлялся в фильме, обвинил создателей в том что его фразы в интервью подверглись монтажу и были вырваны из контекста, чтобы подтвердить теорию о связи квантовой механики и сознания. Он заявил, что «ему не близка теория о связи сознания и квантовой механики».
Берни Хоббс, одна из создателей программы «The New Inventors(english)» на Канадском видеоканале ABC1, подвергла фильм критическом разбору. Так, эффект влияния наблюдателя на опыт проявляет себя серьёзно только на малых частицах, для макрообъектов его влияние смехотворно. «Нам не нужно впечатываться в скалу, чтобы доказать её существование, как и существование частиц из которых она состоит». Также, она опровергла утверждение фильма что для мозга нет разницы между восприятием и памятью. Данное утверждение действительно имеет под собой основу, так как на МРТ сканировании мозга подопытного, при наблюдении объекта и воспоминаниях об объекте проявляется активность в сходных зонах. Однако уровень этой активности сильно отличается, то есть даже по данными сканирования можно определить, идёт речь о восприятии или о воспоминаниях.. Также, она упомянула что в фильме идёт ссылка на популярный миф о 10 % используемой части мозга, который был много раз опровергнут научной общественностью.
В фильме, во время обсуждения влияния предыдущего опыта на восприятия, Кэндейс Перта рассказывает историю, как коренные американцы не смогли увидеть корабли Христофора Колумба, потому что они никогда не видели ничего подобного до сих пор. Согласно статье Девида Хэмблинга в журнала «Fortean Times», источники данной истории следует искать, скорее, в событиях 1770-го года, когда Джеймс Кук высадился в Австралии. Согласно дневнику Джозефа Бенкса, часть аборигенов «оставили костёр, и медленно поднялись на возвышенность чтобы проследить за кораблём». Но другая часть, рыбаки, «не обратили на них особого внимания, корабль прошёл в четверти мили от них, а они почти не поднимали на него глаза». Таким образом, аборигены были вполне в состоянии различить корабли, но так как ничто из их предыдущего опыта не говорило им о возможной опасности, они просто не восприняли корабли как явную угрозу или повод для значительного беспокойства. Однако, когда европейцы пересели с кораблей на лодки (которые уже были похожи на каноэ аборигенов), это уже было воспринято за явный акт вероятного вторжения, и на встречу к ним отправилась группа вооруженных людей.
Журналист Джонн Горенфильд, отметил, что трое из создателей фильма являются студентами Школы Посвящения Рамты Дж. З. Найта, которая характеризуется многими бывшими участниками, а также, например, основателем общества скептиков Майкл Шермером, как секта.

## Некоторые участники
- Джон Хагелин
- Стюарт Хамерофф